# Philip Larkin

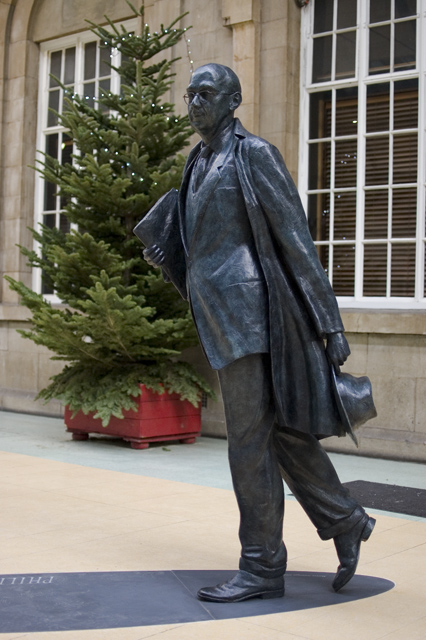
Denkmal für Philip Larkin in Hull

Philip Arthur Larkin (* 9. August 1922 in Coventry; † 2. Dezember 1985 in Hull) war ein englischer Dichter, Autor und Jazzkritiker. Er arbeitete als Bibliothekar an der Universität Hull. Larkin gilt als einer der bedeutendsten englischen Dichter des 20. Jahrhunderts.

## Leben
Philip Arthur Larkin kam in seinem Elternhaus früh mit zeitgenössischer Dichtung und Literatur in Berührung, insbesondere mit den Werken von Ezra Pound, T. S. Eliot, James Joyce und D. H. Lawrence. Von 1940 bis 1943 studierte Larkin Englisch am St. John’s College in Oxford. Wegen seiner Kurzsichtigkeit war Larkin im Zweiten Weltkrieg als kriegsuntauglich eingestuft worden. So konnte er – anders als viele seiner Kommilitonen – das Studium regelgerecht nach drei Jahren mit Auszeichnung abschließen. Zu seinen Studienkollegen zählte Kingsley Amis, der seinen Roman Lucky Jim Larkin widmete.

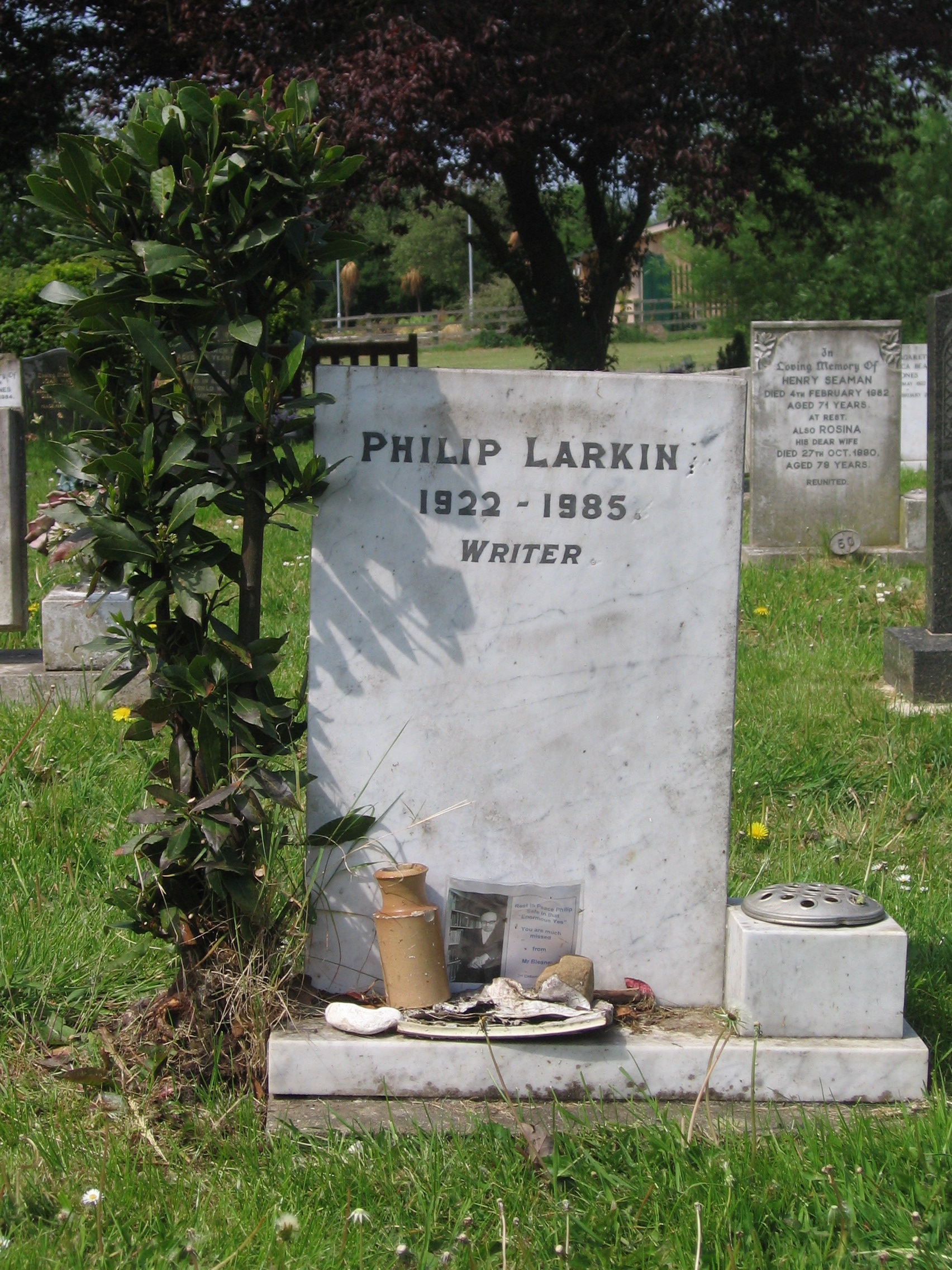
Larkins Grab in Cottingham

Im Anschluss an das Studium begann Larkin eine Ausbildung zum Bibliothekar und nach mehreren Stationen an verschiedenen Bibliotheken nahm er 1955 die Stellung als Universitätsbibliothekar an der Universität Hull in Kingston upon Hull an, die er bis zu seinem Tod innehatte. In den ersten Jahren war Larkin intensiv mit dem Aufbau der Universitätsbibliothek beschäftigt.
In den Jahren 1961 bis 1971 erschien monatlich eine Jazz-Rezension von Larkin im Daily Telegraph. Die gesammelten Rezensionen erschienen 1970 unter dem Titel All What Jazz: a record diary 1961–1968. Nachdem 1970 der Bau der Universitätsbibliothek Hull abgeschlossen war, begann Larkin mit der Herausgabe eines Sammelbands englischer Dichtung des 20. Jahrhunderts, The Oxford Book of Twentieth Century English Verse.
Bei einem Gedenkgottesdienst für John Betjeman, der im Juli 1984 verstorben war, wurde Larkin die Würde des Poet Laureate angeboten. Er verzichtete. Im Jahr 1985 erkrankte Philip Larkin an Krebs. Auf dem Totenbett ordnete er an, seine Tagebücher zu zerstören. Seine Korrespondenzen und unveröffentlichten Schriften blieben jedoch erhalten und wurden teilweise publiziert.
Larkin unterhielt mehrere Liebesbeziehungen, mitunter auch parallel zueinander, die sich in seiner Dichtung widerspiegeln.

## Ehrungen
Larkin erhielt zahlreiche Ehrungen für sein Werk: In den Jahren 1973 und 1974 wurde er mit Ehrentiteln des St. John’s Colleges in Oxford und der Universitäten von Warwick, St. Andrews und Sussex gewürdigt. 1975 erhielt er den englischen Ritterorden (CBE) und wurde in die American Academy of Arts and Sciences gewählt. 1976 erhielt er den deutschen Shakespeare-Preis. 1980 wurde er Ehrenmitglied der Library Association, 1982 Professor der Universität Hull. 1984 erhielt er den Titel D.Litt. der Universität Oxford und wurde er in den Aufsichtsrat der British Library gewählt. 1984 trug man ihm das Poet Laureateship an, das er jedoch ablehnte.

## Werke

### Dichtung
- The North Ship. 1945.
- XX Poems. 1951.
- The Less Deceived. 1955[6]
- The Whitsun Weddings. 1964[7]
- High Windows. 1974.
- Collected Poems. 1988.
- Collected Poems. 2003[8]

Deutsche Übersetzungen
- mit Thom Gunn, Ted Hughes; Karl Heinz Berger Hg.: Gedichte. Anthologie. Volk & Welt, Berlin 1974
- Philip Larkin: Gedichte. Ausgewählt und übertragen von Anna Mitgutsch. Klett-Cotta, Stuttgart 1988.
- Karl Heinz Berger (Hrsg.): Philip Larkin: Mich ruft nur meiner Glocke grober Klang.[9] Verlag Volk und Welt, Berlin 1988
- Philip Larkin: Aubade. Frühmorgenlied. Zweisprachige Ausgabe. Dt. von Richard Glabotki; mit 7 Ill. von Maximilian Perna. Literarisches Bureau Christ & Fez, Stuttgart 2012, ISBN 978-3-933591-11-1
- Philip Larkin: High Windows. Hohe Fenster. Zweisprachige Ausgabe. Dt. von Richard Glabotki. Literarisches Bureau Christ & Fez, Stuttgart 2016, ISBN 978-3-933591-10-4

### Romane und Erzählungen
- Jill. 1946.
- A Girl in Winter. 1947.
- Trouble at Willow Gables and Other Fiction 1943–1953. 2002.

Deutsche Übersetzungen
- Ein Mädchen im Winter. Übersetzt von Ruth Weiland-Freeman. 1948.
- Wirbel im Mädcheninternat Willow Gables. Hrsg. und mit einem Nachw. von James Booth. Aus dem Engl. von Steffen Jacobs. Frankfurt 2004.
- Jill. Aus dem Englischen von Steffen Jacobs. Frankfurt 2010.

### Verschiedenes
- All What Jazz: A Record Diary 1961–1971.
- Required Writing: Miscellaneous Pieces 1955–1982. 1983.
- Further Requirements: Interviews, Broadcasts, Statements and Book Reviews 1952–1985.
- Brynmor Jones Library, 1929–79. 1979, ISBN 0-85958-538-7.
- als Hrsg.: The Oxford Book of Twentieth Century English Verse chosen by Philip Larkin. 1973.
- Maeve Brennan (Hrsg.): A Lifted Study-Storehouse: the Brynmor Jones Library, 1929–1979. 1987.
- Anthony Thwaite (Hrsg.): Selected Letters 1940–1985. 1992.